# Raise, raise the voice
Raise, raise the voice (Z334) is een ode van Henry Purcell voor het feest van Sint Cecilia, die dateert van omstreeks 1685.
Dit is een van de vier oden die Purcell componeerde in opdracht van The Musical Society, om het nieuwe feest van Cecilia, beschermheilige van de muziek, op te luisteren. Het is een werk met bescheiden orkestratie: het is voorzien op drie stemmen (bas, sopraan en tenor), begeleid door twee violen en een basso continuo. Purcells eerste oden voor deze gelegenheid, Welcome to all the pleasures en Laudate Ceciliam, dateren uit 1683; aangenomen wordt dat Raise, raise the voice twee jaar jonger is. Vermoedelijk werd de ode opgevoerd in het zogenaamde 'musick house' nabij The Strand.
De dichter van dit werk is niet bekend. De tekst is een korte oproep om de stem te verheffen, teneinde de lof van Cecilia te zingen; Apollo zelf is ermee opgetogen.
Crown the day with harmony;
Hark! I hear Apollo cry;
And let every generous heart
In the chorus bear a part.
De over het algemeen overwegend melancholische ode wordt ingeleid door een strijkerssymfonie, en heeft een ritornello ten grondslag. Ze bestaat uit grofweg vier bewegingen. Een origineel menuet besluit het eerste stuk tekst; dit wordt gevolgd door de grondmelodie Mark how readily each pliant string prepares itself. De ode wordt afgesloten door een koor, waarin Apollo zijn lof betuigt:
Come, raise up your voices,
And let us dispute,
For melodious notes with the viol and lute.
Apollo's delighted with what we have done,
And clapping his hands cries 'Iô, go on!' 
Opvallend voor Purcell is dat hij in dit werk geen contratenor gebruikt. Het menuet uit deze ode werd in 1689 getranscribeerd voor klavecimbel.